# Polyrhachis stylifera
Polyrhachis stylifera är en myrart som beskrevs av Vladimir Aphanasjevich Karavaiev 1935. Polyrhachis stylifera ingår i släktet Polyrhachis och familjen myror. Inga underarter finns listade i Catalogue of Life.